# Telenomus bakeri
Telenomus bakeri är en stekelart som beskrevs av Jean-Jacques Kieffer 1906. Telenomus bakeri ingår i släktet Telenomus och familjen Scelionidae. Inga underarter finns listade i Catalogue of Life.